# Altar, Sonora
Altar (în limba O'odham, Wawuk) este o mică localitate urbană și reședința municipalității omonime, Altar, din statul federal mexican Sonora.
Localitatea se găsește la coordonatele 30°42′49″N 111°50′07″V / 30.71361°N 111.83528°V fiind îmconjurată de teritoriul municipalității, care la rândul său este înconjurată de municipalitățile Sáric, Tubutama, Atil, Trincheras, Pitiquito, Caborca și Oquitoa.  În partea sa nordică, municipalitatea se învecinează cu comitatul Pima din statul american Arizona.

## Alte legături
- Centro Comunitario de Atencion al Migrante y Necesitado (CCAMYN)